# الدوري الجنوبي لكرة القدم 1932–33
الدوري الجنوبي لكرة القدم 1932–33 (بالإنجليزية: 1932–33 Southern Football League)‏ هو موسم من الدوري الجنوبي الممتاز. فاز فيه نورويتش سيتي.